# Jocurile Olimpice de iarnă din 1992
A XVI-a ediție a Jocurilor Olimpice de iarnă s-a desfășurat la Albertville, Franța.

## Organizare
- Orașe candidate: Anchorage (SUA), Berchtesgaden (Germania), Cortina d'Ampezzo (Italia), Lillehammer (Norvegia), Falun (Suedia) și Sofia (Bulgaria).
- Au fost ultimele Jocuri care s-au desfășurat în același an cu Jocurile Olimpice de vară.
- Au fost de asemenea, primele Jocuri unde Jocurile Olimpice de iarnă și Jocurile Paralimpice s-au desfășurat în același loc.

## Evenimente marcante
- Finlandezul Toni Nieminen devine la 16 ani cel mai tânăr bărbat campion la Olimpiada de iarnă.
- Germanul Mark Kirchner devine primul biatlonist care câștigă medalii în toate cele trei probe de biatlon.

## Sporturi
- Biatlon
- Bob
- Combinata nordică
- Hochei pe gheață
- Patinaj artistic
- Patinaj viteză
- Patinaj viteză pe pistă scurtă
- Sanie
- Sărituri cu schiurile
- Schi acrobatic
- Schi alpin
- Schi fond

#### Sporturi demonstrative
- Curling
- Schi acrobatic (sărituri și balet)
- Schi viteză

## Clasamentul pe medalii
(Țara gazdă apare marcată.)
| Poz. | Țară                       | Aur | Argint | Bronz | Total |
| 1    | Germania                   | 10  | 10     | 6     | 26    |
| 2    | Echipa Unificată ¹         | 9   | 6      | 8     | 23    |
| 3    | Norvegia                   | 9   | 6      | 5     | 20    |
| 4    | Austria                    | 6   | 7      | 8     | 21    |
| 5    | Statele Unite ale Americii | 5   | 4      | 2     | 11    |
| 6    | Italia                     | 4   | 6      | 4     | 14    |
| 7    | Franța                     | 3   | 5      | 1     | 9     |
| 8    | Finlanda                   | 3   | 1      | 3     | 7     |
| 9    | Canada                     | 2   | 3      | 2     | 7     |
| 10   | Coreea de Sud              | 2   | 1      | 1     | 4     |

(¹ echipă combinată cu sportivi din șase țări ale CSI; doar la aceste Jocuri de iarnă)

## România la JO 1992
România a participat cu o delegație de 23 de sportivi, nouă femei și 14 bărbați și a obținut locul 22 în clasamentul pe națiuni (cu patru puncte acumulate). Cele mai bune rezultate:
- locul 4: Ioan Apostol și Liviu Cepoi — sanie-2.
- locul 6: Mihaela Dascălu — patinaj viteză 1.000 m.
- locul 10: Mihaela Cârstoi, Ileana Hanganu, Adina Tutulan — schi 3-7,5 km.